# Saint-Gibrien
Saint-Gibrien is een gemeente in het Franse departement Marne (regio Grand Est) en telt 454 inwoners (2008). De plaats maakt deel uit van het arrondissement Châlons-en-Champagne.

## Geografie
De oppervlakte van Saint-Gibrien bedraagt 4,0 km², de bevolkingsdichtheid is 92,0 inwoners per km².
De onderstaande kaart toont de ligging van Saint-Gibrien met de belangrijkste infrastructuur en aangrenzende gemeenten.

## Demografie
Onderstaande figuur toont het verloop van het inwonertal (bron: INSEE-tellingen).